# Приволжский микрорайон (Самара)
Приволжский — микрорайон в Промышленном районе города Самара Самарской области России. Ограничен улицами Ташкентской и Демократической, Московским шоссе и проспектом Кирова.

## География
Приволжский микрорайон расположен близко к берегу Волги, считается экологически чистым, в силу удаленности от промышленных предприятий.

## История
В начале 50-х годов на территории микрорайона был расположен поселок Яблонька, снесенный во время строительства нового микрорайона, на достаточном отдалении от центра Самары на тот период.

## Инфраструктура
Преимущественная застройка в районе — типичные панельные многоэтажки.
Важными торговыми объектами являются магазины сетей «Перекрёсток», «Магнит», «Пятёрочка» и «Fix price». Один из супермаркетов сети «Перекрёсток» занимает основные площади торгового центра «Приволжский», который был построен как «Приволжский универсам» в 1980-х годах
Внутри микрорайона расположены улицы Зои Космодемьянской, Бубнова, Силина, Тополей, Молодёжная, и его пересекает улица Георгия Димитрова.
В микрорайоне работает 5 школ: 10, 43, 85, 100 и 108, несколько детских садов.
В 2013 году безымянная территория на улице Силина в Приволжском микрорайоне получила название «сквер Ветеранов»
Рынок «Шапито», располагавшийся на пересечении улиц Георгия Димитрова и Молодёжной, был снесён, на его месте строится здание коммерческого назначения (торговый центр).

## Достопримечательности
- Памятная стела на улице Георгия Димитрова, посвященная солдатам-жителям посёлка Яблонька, участникам Великой Отечественной войны[8]. Находится недалеко от пересечения улицы Георгия Димитрова и Московского шоссе.

- Стена Памяти с именами жителей поселка Яблонька, павших в боях Великой Отечественной войны. Находится между домом № 117 по улице Георгия Димитрова и ТЦ «Улей», рядом с улицей Демократической.

## Транспорт
- Маршрутное такси: 21м, 84, 88, 89, 110, 113, 203, 226, 261, 389, 392, 396, 406, 410а, 492, 447.
- Автобус: 1, 6, 21, 45, 50, 51, 56, 61, 67, 70, 78, 79, 83, 429
- Трамвай: 5, 7, 11, 12, 21, 22, 24, 25.
- Троллейбус: 4к, 8, 9, 19.